# Sham 69
Sham 69 je britská punk rocková skupina, založená v roce 1976. Frontmanem skupiny je Jimmy Pursey, který skupinu v roce 1976 spoluzaložil. Dalšími zakládajícími členy byli Neil Harris, Johnny Goodfornothing, Albie Slider s Billy Bostik. První singl nazvaný „I Don't Wanna“ skupina vydala v roce 1977 a jeho producentem byl velšský hudebník John Cale. První album nazvané Tell Us the Truth následovalo následujícího roku. Skupina se rozpadla v roce 1980, v roce 1987 došlo k jejímu obnovení a po několika výměnách členů skupina existuje dodnes.

## Sestavy a diskografie

### Studiová alba
- Tell Us the Truth (1978)
- That's Life (1978)
- The Adventures of the Hersham Boys (1979)
- The Game (1980)
- Volunteer (1988)
- Information Libre (1991)
- Soapy Water and Mister Marmalade (1995)
- The A Files (1997)
- Direct Action: Day 21 (2001)
- Hollywood Hero (2007)
- Western Culture (2007)
- Who Killed Joe Public (2010)
- Their Finest Hour (2013)
- It'll End in Tears (2015)

### Koncertní alba
- Live and Loud!! (1987)
- The Complete Sham 69 Live (1989)
- Live at the Roxy Club (1990)
- Live in Italy (1996)
- Live at CBGB's (1998)

### Kompilace
- The First, the Best and the Last (1980)
- Kings & Queens (1993)
- Lords of Oi! (1997)
- The Punk Singles Collection: 1977-1980 (1998)
- Laced Up Boots and Corduroys (2000)
- Teenage Kicks (4 April 2005)
- The Original Punk Album (2007)
- Punk 77/2007 30th Anniversary (2007)
- If The Kids Are United - The Very Best of Sham 69 (2004)
- The Complete Collection: 3-disc' (2004)